# Fabrosauridae
Fabrosauridae is de naam voor een familie van dinosauriërs uit de infraorde der Ornithischia. De naam werd in 1972 door Galton bedacht voor een groep kleine en lichte planteneters die leefden in het Trias en de Jura. Tegenwoordig ziet men de onderlinge verwantschap van deze soorten als problematisch en de naam is in onbruik geraakt, ook omdat de naamgever, Fabrosaurus, tegenwoordig als een nomen dubium wordt beschouwd. Er bestaat geen kladistische definitie voor. 
Geslachten die werden toegewezen aan deze familie waren:
- Fabrosaurus
- Lesothosaurus
- Scutellosaurus
- Echinodon